# 瓦科 (印第安納州)
瓦科（英語：Waco）是位於美國印地安納州戴維斯縣的一個非建制地區。該地的面積和人口皆未知。

## 地理
瓦科的座標為38°32′07″N 87°02′25″W / 38.53528°N 87.04028°W，而該地的平均海拔高度為155米（即509英尺）。